# Екатерининское (Липецкая область)
Екатери́нинское — несуществующая ныне деревня на территории Казацкого сельского поселения Елецкого района Липецкой области.
Располагалось на месте нынешнего перелеска в 0,5 км севернее платформы Пионерлагерь и в 4,5 км северо-западнее станции Пажень.
Сельцо с таким название обозначено на карте Елецкого уезда 1798 года. В нём никогда не было церкви, поэтому оно не могло быть селом; отсюда неясна форма названия среднего рода. Оно происходит от имени Екатерина, вероятно, жены или дочери помещика.
Вероятно, существовало в начале XX века.
Как аргументировано доказал краевед В. П. Горлов, в Екатерининском (тогда в Казинской волости Елецкого уезда Орловской губернии) родились 10 (22) декабря 1833 года писательница М. А. Вилинская (Марко Вовчок), а в 1840 году её младший брат, писатель Д. А. Вилинский.